# Todtenweis

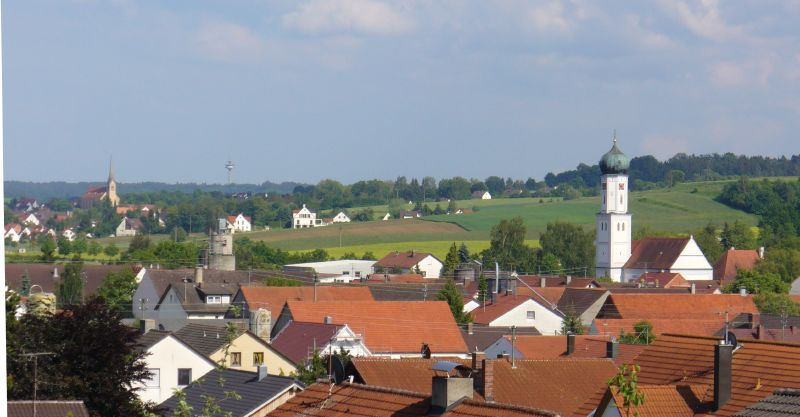
Todtenweis (vorne) und Aindling

Todtenweis ist eine Gemeinde im schwäbischen Landkreis Aichach-Friedberg in Bayern und ein Mitglied der Verwaltungsgemeinschaft Aindling. Der gleichnamige Hauptort liegt im rechten Lechrain, etwa 20 Kilometer nordöstlich von Augsburg.

## Geografie

### Gemeindeteile
Die Gemeinde hat drei Gemeindeteile (in Klammern ist der Siedlungstyp angegeben):
- Bach (Dorf)
- Sand (Dorf)
- Todtenweis (Pfarrdorf)

Es gibt nur die Gemarkung Todtenweis.

### Nachbargemeinden
- Aindling (Landkreis Aichach-Friedberg)
- Langweid am Lech (Landkreis Augsburg)
- Meitingen (Landkreis Augsburg)
- Rehling (Landkreis Aichach-Friedberg)
- Thierhaupten (Landkreis Augsburg)

## Geschichte
Eine Siedlungsstelle mit Ziegelbrennofen wird in die Römerzeit datiert. Damals befand sich das heutige Gemeindegebiet im Gebiet der römischen Provinz Raetien. Die Gründung des Ortes um das Jahr 650 geht auf den Bajuwaren Tato zurück. Urkundlich erwähnt wurde Todtenweis am 26. Juni 1033 in einer Schenkungsurkunde von Kaiser Konrad II.
Todtenweis gehörte zum Rentamt München und zum Landgericht Aichach des Kurfürstentums Bayern. Mit dem ersten Gemeindeedikt von 1808 wurde sie Teil des Steuerdistriktes Aindling, durch das zweite Gemeindeedikt ist die heutige Gemeinde entstanden. Bei der Trennung von Justiz und Verwaltung wurde Todtenweis am 1. Juli 1862 dem Bezirksamt Aichach zugewiesen. Die Gemeinde hatte bei der Volkszählung am 1. Dezember 1871 insgesamt 428 Einwohner, davon wohnten 329 Personen im Hauptort, 50 Personen in Sand und 49 Personen in Bach. Es bestand eine Pfarrei und eine Schule für alle drei Ortsteile.
Mit Inkrafttreten der Gebietsreform in Bayern kam die ursprünglich oberbayerische Gemeinde am 1. Juli 1972 zum neuen Landkreis Augsburg-Ost im Regierungsbezirk Schwaben; der Landkreis wurde am 1. Mai 1973 in Aichach-Friedberg umbenannt.

### Einwohnerentwicklung
Zwischen 1988 und 2019 wuchs die Gemeinde von 1222 auf 1420 um 198 Einwohner bzw. um 16,2 %.

## Religionen
Die katholische Pfarrei Sankt Ulrich und Afra in Todtenweis gehört zur Pfarreiengemeinschaft Aindling im Dekanat Aichach-Friedberg im Bistum Augsburg. Zur Pfarrei gehören außerdem die Ortschaften Bach und Sand. 2013 zählte die Pfarrei ca. 1081 Katholiken.

## Politik

### Bürgermeister
Thomas Riß wurde 2008 zum Nachfolger von Josef Kodmeir gewählt. Riß verstarb am 3. September 2013 im Alter von 59 Jahren.

Seit 2014 ist Konrad Carl Erster Bürgermeister; dieser wurde am 15. März 2020 mit 64,8 % der Stimmen für weitere sechs Jahre im Amt bestätigt.

### Gemeinderat
| Parteien und Wählergemeinschaften | % 2020 | Sitze 2020 | % 2014 | Sitze 2014 |
| --------------------------------- | ------ | ---------- | ------ | ---------- |
| CSU/Freie Wähler/Bürgerwille 2002 | 60,3   | 7          | 99,3   | 12         |
| Zukunft für Todtenweis            | 39,7   | 5          | –      | –          |
| Ohne Wahlvorschlag                | –      | –          | 0,7    | 0          |
| Gesamt                            | 100,0  | 12         | 100,0  | 12         |
| Wahlbeteiligung in %              | 72,2   | 72,2       | 61,9   | 61,9       |

### Wappen
|  | Blasonierung: „In Silber eine eingeschweifte blaue Spitze, darin eine goldene Königskrone, vorne ein blaues Ulrichskreuz, hinten ein schwebendes, schwarzes Kreuz, dessen Längsbalken links unten mit einem kurzen Balken besteckt ist.“ |
|  | |

## Sehenswürdigkeiten

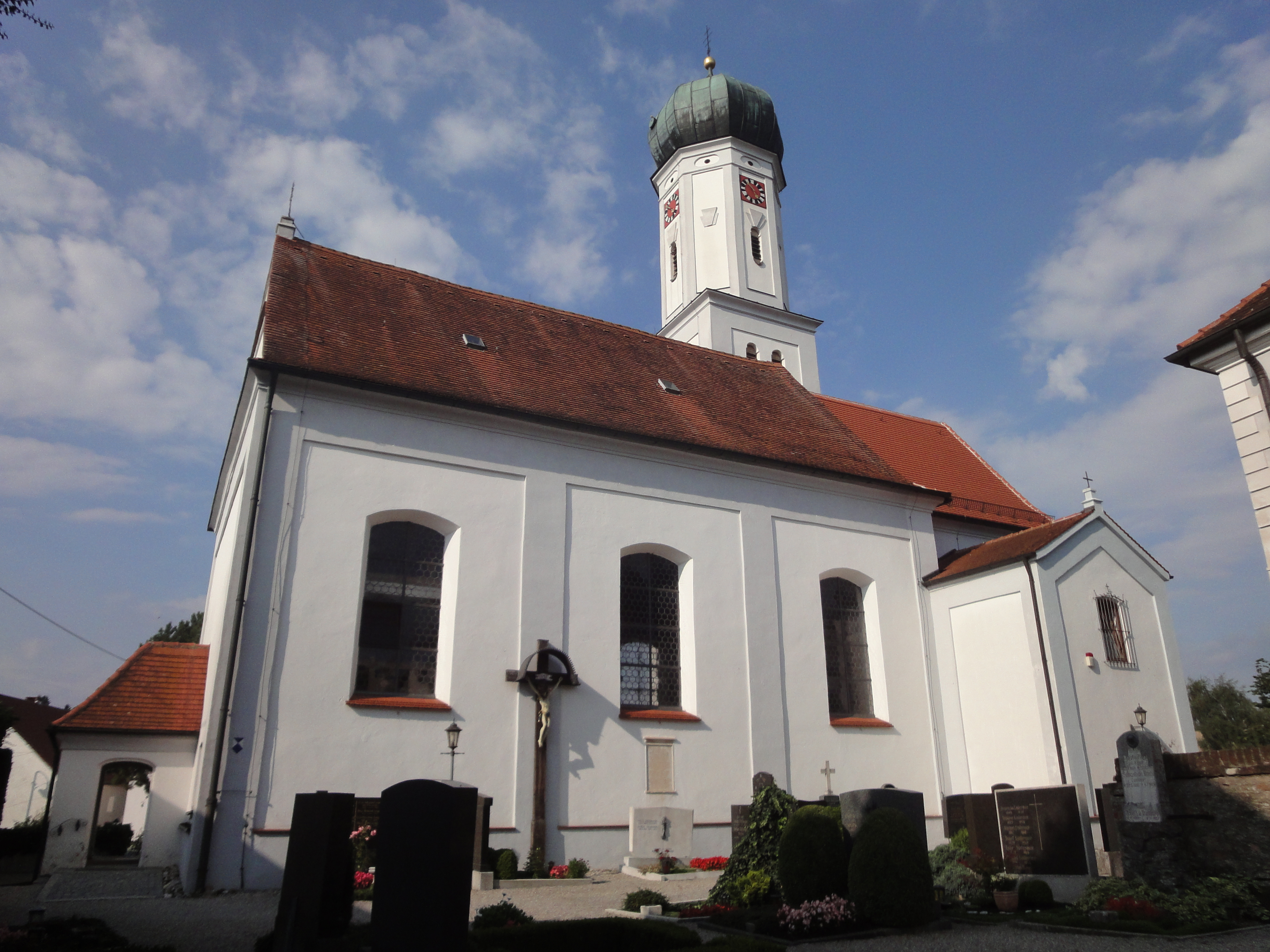
Pfarrkirche St. Ulrich und Afra

Das Ortsbild von Todtenweis wird bestimmt von der barocken Pfarrkirche St. Ulrich und Afra, die in den Jahren 1737/38 erbaut wurde.
Nordwestlich des Ortes haben sich die weitläufigen Erdwerke einer mutmaßlichen größeren Ungarnschutzburg erhalten (Pfarrerschanze, Römerschanze).
Über dem Gemeindeteil Sand auf dem Lechrain sind noch die Erdwälle der früh- bis hochmittelalterlichen Wehranlage Burgstall Sand zu sehen, südwestlich des Gemeindeteiles Bach befinden sich Reste der ungefähr zur gleichen Zeit entstandenen Wehranlage des Burgstalles Bach.
Westlich von Todtenweis-Sand befinden sich die Sander Seen und der Aindlinger Baggersee.
Seit 2013 befindet sich im denkmalgeschützten Gruin-Haus ein Heimatmuseum.

## Wirtschaft und Infrastruktur

### Arbeitsplätze
2018 gab es in der Gemeinde 402 sozialversicherungspflichtige Arbeitsplätze. Von der Wohnbevölkerung standen 754 Personen in einem versicherungspflichtigen Beschäftigungsverhältnis. Damit war die Zahl der Auspendler um 352 Personen größer als die der Einpendler. Neun Einwohner waren arbeitslos. 2016 gab es 20 landwirtschaftliche Betriebe, die 736 Hektar bewirtschafteten.

### Verkehr

#### Straße
Durch Todtenweis verläuft die Kreisstraße AIC 8, die sich von der westlichen Landkreisgrenze (Lechbrücke) bis zur Einmündung in die Staatsstraße 2047 bei Alsmoos erstreckt. Die AIC 8 kreuzt sich im Gemeindeteil Sand mit der Staatsstraße 2381, die Rain und Thierhaupten mit der Einfahrt Augsburg-Ost der A 8 verbindet. Am Gemeindeteil Bach führt die Staatsstraße 2381 unmittelbar vorbei.

#### Busverkehr
| Linie  | Linienverlauf | Verkehrsunternehmen                                          |
| ------ | --- | ------------------------------------------------------------ |
| AST227 | Anruf-Sammel-Taxi Rehling – Todtenweis – Aindling – Aichach                                                        | Taxi Schmaus (im Auftrag der DB Regio Bus Bayern GmbH (DRB)) |
| 227    | Rehling – Todtenweis – Aindling – Aichach                                                                          | DB Regio Bus Bayern GmbH (DRB)                               |
| 305    | Aindling – Todtenweis – Rehling – Augsburg Hbf.                                                                    | DB Regio Bus Bayern GmbH (DRB)                               |
| 306    | Aindling – Todtenweis – Gersthofen – Augsburg Nord                                                                 | DB Regio Bus Bayern GmbH (DRB)                               |
| 314    | Aindling – Todtenweis – Reling – Mühlhausen                                                                        | DB Regio Bus Bayern GmbH (DRB)                               |
| 315    | Todtenweis-Bach – Edenhausen – Aindling                                                                            | DB Regio Bus Bayern GmbH (DRB)                               |
| 395    | Nachtbus Augsburg Hbf. – Rehling – Todtenweis – Aindling (verkehrt nur zu bestimmten Anlässen nach Vorankündigung) | DB Regio Bus Bayern GmbH (DRB)                               |

### Bildung
In der Gemeinde gibt es eine Kindertageseinrichtung mit 75 Plätzen; am 1. März 2019 war sie komplett belegt.

## Persönlichkeiten
- Josef Riß (1883–1958), Bürgermeister 1912–1917, 1919–1933 (für die Bayerische Volkspartei) und 1945–1948 (CSU), Landtagsabgeordneter 1946–1950.[10]